# Балтийский гербовник
Балтийский гербовник (Baltisches Wappenbuch) — гербовник остзейского дворянства, изданный в 1882 году в Стокгольме на немецком языке.
Подготовкой издания руководил Рейхсгерольд королевства Швеция Карл Арвид фон Клингспор (1829—1903). Рисунки гербов выполнил профессор Адольф Маттиас Гильдебрандт (1844—1918).
На 133-х листах цветных иллюстраций представлены 798 (по 6 на листе) гербов рыцарства Лифляндии, Курляндии, Эстляндии и острова Эзель. Книга с золотым обрезом, заключена в переплет бордового цвета с золотым тиснением.

## Список родов, включенных в гербовник
| Перечень родов по алфавиту:                             |
| А Б В Г Д Е Ж З И К Л М Н О П Р С Т У Ф Х Ц Ч Ш Щ Э Ю Я |

### А
- Адамовичи
- Аделинг
- Адеркас
- графы Адлерберг
- Агте
- Альбедиль
- Алопеусы
- Амботен de:Amboten (Adelsgeschlecht)
- Ампах нем. von Ampach
- Ангорн де Гартвис нем. Anhorn von Hartwiß
- Анреп и графы Анреп-Эльмпт
- Антроповы
- графы Апраксины
- графы Аракчеевы
- Арнольд
- бароны Арпсгофен
- Арсеньевы
- бароны Ашеберг и графы Ascheberg-Soefdeborg

### Б
- бароны Багге-аф-Боо
- Багговут
- Байер и нем. Bayer von Weisfeldt
- Балашовы
- Балугьянский
- Бандемер
- графы Барановы
- князья Барклай де Толли и Барклай де Толли-Веймарны
- Барлевен нем. von Barlowen
- де ля Барре (эст. De la Barre)
- Барш, Барс
- Бартоломей
- Бассевиц
- Баумгартен
- Бах нем. von Bach
- Бегагель фон Адлерскрон нем. Behaghel von Adlerskron
- князья Безбородко
- Бекерн нем. von Beckern
- Беклешовы
- бароны Беллингсгаузены
- Беловы
- бароны Бельские
- Бенкендорфы
- бароны Бер
- графы Берг
- бароны цум Берге
- Бергхольц
- Берендс нем. von Berends
- Беренсы
- Беренс фон Раутенфельд
- Беркен
- Бернеры
- Беттигер
- Бёттихер
- Бибиковы
- Билл нем. von Bill oder Biel
- Бильдерлинг
- Бинеман фон Биненштам
- графы Бироны
- бароны Бистром
- Бланкенгаген (нем. Blanckenhagen (Adelsgeschlecht))
- бароны Бломберг
- графы Блудовы
- Блумен нем. von Bluhmen
- графы Бобринские
- Бодендик нем. von Bodendieck
- Бодиско
- Бойе
- Бок
- Болен (нем. Bohlen (Adelsgeschlecht))
- Болто фон Гогенбах нем. Boltho von Hohenbach
- Большвинг
- Борнеман нем. von Bornemann
- Борх и графы Borch-Lubeschutz
- Брадке
- Бракель (нем. Brackel (Baltisches Adelsgeschlecht))
- Брандт нем. von Brandt
- Браш
- Бреверны и графы Бреверн де Лагарди
- Бреда нем. von Breda oder Bredal
- графы Брель-Плятеры
- Бремен (эст. Bremen (Eestimaa aadlisuguvõsa))
- Бремзены
- Бригенер (Брюггенер) нем. von Brüggener
- Бриммер нем. Von Brummer a. d. H. Warrang
- Бринкены
- Брискорны
- Брокгаузен
- графы Броуны-Камю
- Брукендаль
- Брукен-Фок нем. von Brucken gennant Fock
- бароны Брунновы
- бароны Брюггены
- графы Брюль (нем. Brühl (Adelsgeschlecht))
- Брюммер (Бриммер)
- бароны Брюнинг
- Будберги и бароны Bonninghausen-Budberg
- бароны Будде (pommersch-dänisches Adelsgeschlecht)
- Будденброки
- графы и бароны Буксгевдены
- Бунге
- Бурмейстеры
- Буссен
- графы и бароны Бутлеры
- графы Бутурлины
- бароны Бухгольцы
- Бэр
- Бюловы

### В
- Вагнер
- Вален нем. von der Wahlen
- Валуевы
- Валь
- Вальден нем. von Walden
- Вальтер
- Вангерсхайм
- Варден нем. von der Warden
- Варденбурги
- Вартман[эст.]
- князья Васильчиковы
- Вассерман швед. von Wassermann[1]
- Вахтен
- графы Вахтмейстер
- Веймарны
- Вейс нем. von Weiß
- бароны Вейсман фон Вейсенштейн
- Вейсман нем. von Weißmann
- графы Венге-Ламсдорф
- Венден[нем.]
- Вендрих
- Весс нем. von Weß
- Вессель нем. von Wessel
- бароны Ветберг
- Видау[нем.]
- Вильбоа нем. von Villebois
- Вильдеман нем. von Wildemann
- Вилькен
- Вистингаузен
- Витте фон Виттенгейм
- Виттен
- князья Волконские
- бароны Вольф
- Вольфельд
- Вольфеншильд
- графы Воронцовы
- бароны Врангели
- бароны Вреде
- Врисберг[нем.]
- графы Вршовцы - Graf Wrschowetz-Seekerka und Sedschütz
- Вульф
- Вульфсдорф[эст.]
- герцог Вюртембергский нем. Herzog von Würtemberg
- князья Вяземские
- графы Вязмитиновы

### Г
- бароны Гаарен
- Габель (швед. von Gavel)
- князья Гагарины
- Гагемейстеры
- Гагман
- Гайль (фр. Famille de Gail)
- Галау нем. von Galau
- Гален-Гальсвиг (нем. Galen (Adelsgeschlecht))
- бароны Ган
- Гандринг нем. von Handring
- Гандтвиг (эст. Handtwig)
- бароны Ганенбом нем. Baron Hahnebohm
- Ганенфельдт нем. von Hahnenfeldt
- Гансен нем. von Hansen[2]
- Ганскау
- графы де ла Гарди
- Гарпе
- Гарреян-Гарриен нем. von Harreyan, genannt Harrien
- Гастфер
- Гаудринг нем. von Haudring
- Гедеман нем. von Hedemann
- графы Гейден
- бароны Гейкинг
- Геллер нем. von Heller
- Гельвиг
- Гельмерсен
- Гельфрейхи
- Геннинг (пол. Hening III)
- Геринген нем. von Heringen
- Гернгросс
- Гернер (пол. Herner)
- Гернеты
- Гертель нем. von Hertel
- Герцдорфы
- Гершау бароны
- Гилленшмидт
- Гильдебрандт нем. von Hildebrandt
- Гильденгофы
- Гильденштуббе
- Гильхен
- Гинцель нем. Von Günzell
- Гиршгейд
- Глазенапы
- Гогенастенберг-Вигандт
- Гойнинген-Гюне
- князья Голицыны
- графы Головины
- графы Головкины
- Голубцовы
- Гольмдорф нем. von Holmdorff
- бароны Гольстингаузен
- Гольштейн-Бек нем. Herzog von Holstein-Beck
- Гор нем. von Gohr
- князья Горчаковы
- Гоф нем. von Hoff
- Гоэс, Гёс (швед. Goës)
- графы Граббе
- Грагман швед. von Grahmann
- Грандидье фр. Grandidier
- Грасс швед. von Graß
- Гримберг-Альтенбокум нем. Von dem Grimberg gennant Altenbokum
- бароны Гротгус
- Гроте нем. Grote (Adelsgeschlecht)‎
- Гротенгельм
- Грюневальдт
- Гурьевы

### Д
- Даль нем. von Dahl
- Данзас
- Данненштерн
- Дашковы
- бароны Деллингсгаузен
- бароны Дельвиг
- Демидовы
- Ден
- князья и графы Денгофы
- Дермонт-Сивицкие пол. Dermont-Siwicki
- Дерпер нем. von Dörper
- Дерфельден
- бароны Дершау
- графы и бароны Дибич
- Динграбен нем. von Dinggraben
- бароны Дистерло
- Дитмары
- бароны Диц нем. von Dietz
- князья Долгоруковы
- бароны Дортезен
- бароны Драхенфельс
- Древник нем. von Drewnick
- Дрейлинг
- Дрентельн
- Дубельт
- графы Дугласы
- графы Дунтен
- Дюгамель
- Дюкер

### Е
- Елита-Вольские ?

### Ж
- Жеребцовы
- бароны Жирар-де-Сукантон
- Жуковские

### З
- бароны Зальца
- бароны Засс
- Зеге-фон-Лауренберг
- бароны Зеефельд
- Зейдлицы
- Зенгбуш
- Зессвеген-Гильденбоген нем. Von Sesswegen gennant Güldenbogen
- графы Зиберг zu Wischling
- Зильберарм[эст.]
- Зильбергарниш[эст.]
- Зоммер нем. von Sommer
- Зоричи
- графы и князья Зубовы

### И
- бароны и графы Игельстрёмы
- бароны Икскуль-Гильденбандты
- бароны Икскюли
- Йегер нем. von Jäger (Jaeger)

### К
- Кавер нем. von Kawer
- Кадеус нем. von Cahdeus
- Кален нем. von Kahlen, a.d.H. Seltinghof
- Кальман нем. von Kallmann
- бароны Кампенгаузен
- графы Канкрины
- бароны Каульбарс
- бароны и графы Кейзерлинги
- бароны Келер
- графы Келлеры
- Кенигсек
- графы Кёнигсфельс
- Керсенбройк[нем.]
- Кесслер нем. von Keßler
- бароны и графы Кетлеры
- Кивель фон Кифельштейн нем. Kiewel von Kiefelstein
- Кирхнер нем. von Kirchner
- графы Киселёвы
- Китер нем. von Kieter
- Клапье де Колонг
- бароны Клебек
- Клейн нем. von Klein
- графы Клейнмихели
- бароны и графы Клейст
- Клик[3] швед. von Klick
- Клингштедт[4]
- бароны Клодт фон Юргенсбург
- бароны Клопман
- Клот
- Клуген
- Клювер нем. von Klüver
- Клюпфель нем. von Klüpffel
- бароны Клюхтцнер
- бароны  Кнабенау нем. von Knabenau
- бароны Книгге
- Knorre oder Knorring[5]
- Кнорринг
- Козодавлевы
- Кокен фон Гринбладт нем. Kocken von Grünbladt
- Колтовские
- Коморовские
- Корбмахер швед. von Korbmacher[6]
- бароны и графы Корфы, бароны Schmysingk gennant Korff
- бароны и графы Коскуль
- Кохиус
- графы Коцебу
- графы Кочубеи
- Кремер (швед. von Kraemer, нем. von Krämer)
- Крафтинг[7] швед. von Kraefting
- Креген нем. von Kraehen
- Крегер нем. von Kröger
- Крейц
- графы Крейц
- Креш, Креуш нем. von Kreusch
- бароны Криденер, Крюденер
- Кронманн[8] швед. von Cronmann
- Крузе[нем.]
- Крузенштерны
- Круммес нем. von Krummes
- Кубе
- князья Куракины
- Курсели
- графы Кутайсовы
- Кюнрат[9] нем. von Kühnrath

### Л
- Лагерштерна[10] швед. von Lagerstierna (Lagerstjerna)
- графы Ламберт
- Ландсберги
- Лантингсгаузен
- графы Ласси
- Лаув нем. von Lauw
- Лаудон и бароны Лоудон
- Лауниц
- Лебель-Леубель[нем.]
- графы Левашовы
- Лёве (Лёвен)[11] швед. von Loewe oder Löwen
- бароны и графы Лёвенвольде
- графы Левендаль
- Левенштерны
- Левиз-оф-Менар
- Ледебюр[нем.]
- Лепковские герба Домброва пол. Lepkowski (Łępkowski)
- Лепс[эст.]
- Лескен нем. von Lescken
- бароны Лефорт
- Лешерн фон Герцфельд
- бароны, графы и князья Ливены
- Лидер[эст.]
- Лизандер
- Лилиенфельды
- Линген нем. Lingen
- Линден нем. von Linden
- Рехенберг-Линтен (Линтен)
- Липгарт
- графы Литке
- графы Литвицкие нем. von Litwicki
- Логаузен-Сольдербах нем. von Lohausen gennant Solderbach
- Ломаны[12] нем. von Lohmann
- Лоде
- Лудер (Людер) нем. van Lüder
- Людвиг[13] пол. Ludwig Baron
- бароны Людингаузен-Вольфы
- Люце

### М
- бароны Майдели
- бароны Малама
- бароны Мальтиц
- Мандерштерн
- Манекен[14] швед. von Maneken
- графы Мантейфели, бароны Mannteuffel gennant Szoege
- Масловы
- бароны и графы Медемы
- Меерфельдт[нем.]
- бароны Меершейд-Гиллессем
- бароны Мейендорфы
- Мейер[эст.] и Мейер-Раутенфельс
- Мейнерс швед. von Meiners
- Мейснеры
- Мекк
- графы Меллин
- бароны и графы Менгдены
- Мензенкампф
- Менцель нем. von Mentzel
- князья Меншиковы
- Местмахеры
- Миддендорфы
- Миквиц
- фон Цур-Милен
- графы Минихи
- Минстер, Мюнстер нем. Von Münster a.d.H. Brachting, a.d.H. Sallensee und Ilsensee
- бароны и графы Мирбах
- Михельсоны
- Моллер
- Молль
- Молчановы
- графы Мордвиновы
- Мореншильд
- Муравьевы
- Мюллер нем. von Müller a.d.H. Blumbergshof, a.d.H. Immofer, a.d.H. Runda, vormals gennant Rautenfels, a.d.H. Rüssel
- Мюнхгаузены

### Н
- Нагель
- Нандельстад[15] швед. von Nandelstadh
- Насакины
- графы Наленч-Малошинские и Рачина-Рачинские (Nałęcz z Maloszyna i Raczyna-Raczynski)
- Неффы[вд]
- графы Нессельроде
- графы Неттельгорст
- Нейгоф фон дер Лей[нем.]
- графы Нироды
- бароны Нолькен
- бароны Нольде
- Нотельфер (Нотгельфер) нем. von Nothelfer
- Новосильцевы
- Нумерс

### О
- бароны Оффенберг
- Ольденбург
- Олиц нем. von Olitz
- графы Олсуфьевы
- бароны Оргис-Рутенберг
- графы и князья Орловы
- графы О’Рурк
- Остен, бароны, графы и князья Остен-Сакены
- графы Остерманы
- Овандеры нем. von Ovander

### П
- бароны и графы Палены
- Пальменбах
- Пальмштраух[швед.][16]
- Пандеры[17]
- графы Панины
- Паскау[18] пол. Paskau
- графы Паскевичи
- Паткуль
- Пауфлеры нем. von Pauffler
- маркизы Паулуччи
- Пайкуль
- фон Петц[эст.]
- Пфейль и Пиль-Пфейль нем. von Piele gennant Pfeil
- бароны Пфейлицер-Франк
- Пьяттоли нем. von Piattoli
- Пипеншток нем. von Piepenstock
- бароны Пиллар фон Пильхау
- Пистолькорс
- Плеттенберги[нем.]
- Польман
- Поль
- Поссе швед. Posse‎
- Пребстинг (эст. Pröbsting)
- Прейз[19] швед. von Preis
- Приауда см. Тидебель
- бароны Путткаммер

### Р
- Рааб-Тилен
- Радебандт нем. von Radebandt
- бароны Раден
- Радинг
- Рамм
- Раппе (Рапп)
- фон Расс[эст.]
- бароны и графы Ребиндеры
- Редкенгоф швед. von Redkenhoff
- Рейбницы[нем.]
- Рейер[20] швед. von Reiher oder Reyer
- Рейснер
- Рейц нем. von Reutz
- Рейтерны
- Рейхардты нем. von Reichardt
- бароны Рекке
- Рёмер
- Ремлинген швед. von Römlingen
- бароны Ренне
- Ренненкампфы
- Рентельн
- Ререны
- Ретгер фон Бекер нем. Roetger (Rötger) von Becker
- Рехенберг
- графы Рибопьер
- графы Ридигер
- Ридингер
- Ризенкампф-Регекампф
- Рикман нем. von Rickmann
- Рингемут
- Риттерн (эст. Rittern)
- Рихтеры
- Розенбах
- бароны Розенберг
- бароны Розенкампф
- Розенталь[21] нем. von Rosenthal
- бароны Розены
- Рокоссовские
- бароны Ропп
- бароны Россильон
- Роткирх
- Рубуш нем. von Rubusch
- Руден швед. Baron Ruden
- Руктешель[эст.]
- Руммель
- Румп нем. von Rump
- графы Румянцевы
- Рунген нем. von Rungen

### С
- Самсон-фон-Гиммельшерна
- графы и князья Сайн-Витгенштейн-Берлебург
- бароны и графы Сиверсы
- бароны Симолин
- Ског[22] швед. von Skogh
- Смиттены[эст.]
- графы zu Сольмсы und Tecklenburg
- Спальхабер нем. von Spalchaber
- графы Сперанские
- Спиридовы
- Стааль
- бароны Сталь фон Гольштейн
- графы Стенбок-Фермор
- Струковы нем. von Strukoff (Struckoff)[23]
- графы Строгановы
- графы Суворовы-Рымникские, князья Италийские

### Т
- Таубе
- бароны Таубе
- Тауберт[24][25]нем. von Taubert
- Тейс нем. von Teus
- Тилау нем. von Thilau
- Тор-Гакен нем. von Thor-Hacken
- Тидебель
- Тидевиц нем. von Tiedewitz
- бароны и графы Тизенгаузены
- Тиннен нем. von der Tinnen
- Типпельскирхи[нем.]
- Тольк-Энгель нем. von Tolck gennant Engel
- бароны и графы Толь
- Торк нем. von Torck
- Торклус нем. von Torklus
- бароны Торнау
- Тотлебены
- Транквиц нем. von Trankwitz
- Транзе-Розенек нем. Transehe-Roseneck
- Траубенберг, бароны Рауш фон Траубенберг
- Трейден[нем.]
- Тритгоф (эст. Tritthof)
- de la Тробе
- Тромповские нем. von Trompoffski, Trompowsky
- Трощинские
- Тротта-Трейден
- князья Трубецкие
- Тризны герба Карп
- Тунцельман
- графы Тышкевичи

### У
- Ульрих (эст. Ulrich) (-Бременгоф, -Вагеньерм)
- Ульрихен швед. von Ulrichen
- бароны и графы Унгерн фон Штернберг

### Ф
- Фегезак
- бароны Фёлькерзам
- бароны и графы Ферзен
- графы Ферморы
- Фик (эст. Fick)
- Финк фон Финкенштейн
- Финкенауген нем. von Finkenaugen
- бароны Фиркс
- бароны Фитингоф gennant Scheel
- Фишбах (эст. Fischbach)
- Фишер
- Фишеры a. d. H. Bizehden
- Флеминг
- Фок (эст. Fock)
- Фохт (Фогт)
- Фрейманы
- бароны Фрейтаг фон Лорингофен
- Фридерици (эст. Friederici)
- Фризель
- Фризендорф
- Фрике[26] пол. Fricke
- Фромгольд[27] нем. von Fromhold
- Фукс швед. von Fuchs
- бароны Функ
- Функе швед. von Funcke
- Фюрстенберги

### Х
- бароны Ховен
- бароны Хольтей

### Ц
- Цеге-фон-Мантейфели
- Цеддельман
- бароны Цеймерны и Ceumern-Lindenstjerna
- Цекель нем. von Zoeckell
- Циммерманы

### Ч
- графы Чернышевы
- Чичерины
- Чоглоковы

### Ш
- Штейн
- Шаренберг[эст.]
- Шафгаузен-Шенберг-Эк-Шауфус (Шафгаузен)
- князья Шаховские-Глебовы-Стрешневы
- Швабен нем. Schwawe (Adelsgeschlecht)‎
- Шваненберг швед. von Schwanenberg
- Шварцгоф нем. von Schwartzhoff
- Швебс (дворянский род)
- Швенгельм[эст.]
- Шверин
- Шейман нем. von Scheumann
- Шейнфогель
- Шелкинг[28] пол. Schelking
- Шенкинг нем. von Schenking
- бароны Шеппинг
- графы Шереметьевы
- бароны Шиллинги и графы Schilling Schillingshof
- Ширман (эст. Scheurmann)
- Ширштадт[нем.]
- бароны Шлиппенбах и графы Schlippenbach-Skoefde
- Шольц или Шульте-Шнудензее нем. Von Scholtz oder Schulte a.d.H. Schnudensee
- Шонерт[29] пол. Schonert
- Шрадер нем. von Schrader
- Шредер
- Шредерс[30] нем. von Schroeders
- Шрейтер-фон-Шрейтерфельд швед. Schreiter von Schreiterfeld
- Штаден нем. von Staden
- бароны и графы Штакельберги
- Штанеке нем. von Stanecke
- Штареншильд[31] нем. von Stahrenschild
- Штаркен швед. von Starcken
- Штауден[32] швед. von Stauden
- Штеглинг[33] швед. von Stegling
- бароны Штейнгейль
- Штейнрат нем. von Steinrath
- бароны Штемпель
- Штернгельм[швед.]
- Штернфельдт швед. von Sternfeldt
- Штерншанц[34] нем. von Sternschantz
- Штернштраль (эст. Sternstrahl)
- бароны Штиглицы
- Штикгорст нем. von Stickhorst
- Штрандманы
- Штрейтгорст нем. von der Streithorst
- Штральборн
- Штрик
- Штрокирх[эст.]
- бароны Штромберг gennant Stromberg
- Шуберты
- графы Шуваловы
- Шульманы
- Шульте нем. von Schulte a.d.H. Islitz, a.d.H. Schnudensee
- Шультцен нем. von Schultzen a.d.H. Adjamünde und Lupppert-Rentzen
- бароны Шульц фон Ашераден
- Шульцы (-Везерсгоф, -Клейстенгоф, -Зеленгоф)

### Э
- Эверсы
- Эден
- Экельн-Гюльсен (Гильсен)
- Экеспарре
- Элердт нем. von Elerdt
- Эльмендорфы[нем.]
- бароны и графы Эльмпт
- бароны Эльсены
- Эмме
- бароны Энгельгардты
- Эрдманы
- Эрмес нем. von Ermes
- Эссен
- Эст-Дризен
- Эттинген

### Я
- графы Ягужинские
- Янкевич нем. von Jankiewitz
- Ярмерштедт швед. von Jarmersted